# Pepsi Cola (ciclismo)
La Pepsi Cola, già Vittadello, era una squadra maschile italiana di ciclismo su strada, attiva nel professionismo dal 1965 al 1968. Nel 1969 il marchio Pepsi Cola divenne sponsor per un'altra squadra di matrice spagnola. 
Basata a Fiesso d'Artico e sponsorizzata da Alessandro Vittadello, imprenditore del settore tessile, fu inizialmente attiva nel dilettantismo dal 1962 al 1964 come S.C. Vittadello. Nel 1965 fece il salto nel professionismo; nelle quattro stagioni di attività nella massima categoria (tre come Vittadello e una come Pepsi Cola) seppe cogliere vari risultati di prestigio, fra i quali si ricordano sette vittorie di tappa al Giro d'Italia, il Tour de Suisse 1966 con Ambrogio Portalupi, il Giro del Piemonte 1967 con Guido De Rosso, il Giro dell'Emilia 1967, il Trofeo Laigueglia 1968 e la Parigi-Lussemburgo 1968 con Michele Dancelli, e il Giro del Lazio 1968 con Giancarlo Polidori.

## Cronistoria

### Annuario
| Anno | Codice | Nome       | Cat. | Biciclette | Dirigenza                                                           |
| ---- | ------ | ---------- | ---- | ---------- | ------------------------------------------------------------------- |
| 1965 | -      | Vittadello | Pro  | ?          | Dir. sportivi: Udillo Badoer, Gianfranco Dal Corso                  |
| 1966 | -      | Vittadello | Pro  | ?          | Dir. sportivi: Dante Tagliariol, Gianfranco Dal Corso               |
| 1967 | -      | Vittadello | Pro  | Bartali    | Dir. sportivi: Dante Tagliariol, Gianfranco Dal Corso, Gino Bartali |
| 1968 | -      | Pepsi Cola | Pro  | Bartali    | Dir. sportivi: Gianfranco Dal Corso, Gino Bartali                   |

## Palmarès

### Grandi Giri
- Giro d'Italia

Partecipazioni: 4 (1965, 1966, 1967, 1968)
Vittorie di tappa: 7
1965: 2 (Aldo Pifferi, Graziano Battistini)
1966: 3 (Andreoli, Knapp, Taccone)
1967: 2 (2 Michele Dancelli)
Vittorie finali: 0
Altre classifiche: 0
- Tour de France

Partecipazioni: 0
- Vuelta a España

Partecipazioni: 1 (1967)
Vittorie di tappa: 0
Vittorie finali: 0
Altre classifiche: 0